# Lemma (album)
Pour les articles homonymes, voir Lemma.
Albums de John Zorn
The Concealed
(2012) The Mysteries
(2013)

Lemma est un album de musique de concert composée par John Zorn paru sur le label Tzadik dans la série Composer consacrée à la musique classique contemporaine. Il comprend 3 pièces pour violon solo (Passagen et Ceremonial Magic) ou duo de violons (Apophthegms). Une première version de Ceremonial Magic apparaît sur l'album Music and Its Double dans une version avec batterie.

## Titres
| No  | Titre                | Durée |
| --- | -------------------- | ----- |
|     | Apophthegms          |       |
| 1.  | Apophthegms i        | 0:45  |
| 2.  | Apophthegms ii       | 1:06  |
| 3.  | Apophthegms iii      | 1:44  |
| 4.  | Apophthegms iv       | 1:22  |
| 5.  | Apophthegms v        | 1:34  |
| 6.  | Apophthegms vi       | 1:50  |
| 7.  | Apophthegms vii      | 2:40  |
| 8.  | Apophthegms viii     | 1:48  |
| 9.  | Apophthegms ix       | 2:05  |
| 10. | Apophthegms x        | 1:20  |
| 11. | Apophthegms xi       | 1:55  |
| 12. | Apophthegms xii      | 2:46  |
| 13. | Passagen             | 14:19 |
|     | Ceremonial Magic     |       |
| 14. | Ceremonial Magic i   | 5:27  |
| 15. | Ceremonial Magic ii  | 4:04  |
| 16. | Ceremonial Magic iii | 5:50  |
| 17. | Ceremonial Magic iv  | 3:49  |

## Personnel
- David Fulmer - violon (Apophthegms; Ceremonal Magic)
- Pauline Kim - violon (Passagen)
- Christopher Otto - violon (Apophthegms)